# Unterbirkenhof
Unterbirkenhof ist ein Gemeindeteil der Stadt Kupferberg im Landkreis Kulmbach (Oberfranken, Bayern). Unterbirkenhof liegt in der Gemarkung Kupferberg.

## Geografie
Der Weiler befindet sich auf einer Hochfläche in der Nähe der Fränkischen Linie. Unmittelbar südlich entspringt das Buchbächlein, ein rechter Zufluss der Schorgast. Eine Anliegerstraße führt zur Kreisstraße KU 20 bei Kupferberg (0,9 km nördlich).

## Geschichte
Gegen Ende des 18. Jahrhunderts bestand Unterbirkenhof aus zwei Anwesen. Das Hochgericht übte das bambergische Centamt Marktschorgast aus. Die Dorf- und Gemeindeherrschaft hatte das Vogteiamt Marktschorgast. Grundherren waren der Rat Kupferberg (1 Gütlein) und das Spital Kupferberg (1 Gütlein).
Mit dem Gemeindeedikt wurde Unterbirkenhof dem 1812 gebildeten Steuerdistrikt Kupferberg und der im selben Jahr gebildeten Ruralgemeinde Kupferberg zugewiesen.

### Einwohnerentwicklung
| Jahr      | 001818 | 001861 | 001871 | 001885 | 001900 | 001925 | 001950 | 001961 | 001970 | 001987 |
| Einwohner |        | 20     | 19     | 18     | 18     | 19     | 28     | 21     | 17     | 12     |
| Häuser    | 3      |        |        | 3      | 3      | 3      | 3      | 3      |        | 3      |
| Quelle    | [ 6 ]  | [ 9 ]  | [ 10 ] | [ 11 ] | [ 12 ] | [ 13 ] | [ 14 ] | [ 15 ] | [ 16 ] | [ 1 ]  |

## Religion
Unterbirkenhof ist katholisch geprägt und bis heute nach St. Veit (Kupferberg) gepfarrt.